# 鐮大眼鯧
鐮大眼鯧，又稱鐮銀鱗鯧，（學名：Monodactylus falciformis）為輻鰭魚綱鱸形目銀鱗鯧科大眼鯧屬的其中一種，分布於西印度洋紅海至南非福爾斯灣、馬達加斯加、留尼旺等海域、淡水及半鹹水域，本魚體粗短呈橢圓形且側扁，口略尖，成魚體色為銀白色，幼魚體側具有深色直條紋，背鰭及臀鰭成三角形狀，尾鰭截形，背鰭硬棘8、背鰭軟條25-30枚、臀鰭硬棘3枚、臀鰭軟條25-29枚，體長可達31公分，主要棲息在沿岸河口、潟湖，偶爾會出現在淡水水域，可做為觀賞魚及食用魚。